# Arona Sané
Arona Sané (Sindia, 21 giugno 1995) è un calciatore senegalese, centrocampista del Sarriana.

## Carriera

### Club
Il 6 maggio 2018 esordisce con l'Atlético Madrid, in occasione della partita di Liga persa in casa contro l'Espanyol, sostituendo l'infortunato Vitolo. A fine anno viene acquistato a titolo definitivo dall'Istria 1961, squadra militante nella massima serie croata.